# Джафар аль-Аскари
Джафар Паша Мустафа ибн Абдул Рахман аль-Аскари (15 сентября 1885, Багдад, Османская империя — 30 октября 1936, Багдад, Королевство Ирак) — иракский политический и государственный деятель, шурин премьер-министра Нури ас-Саида. Первый министр обороны Ирака и премьер-министр Ирака с 22 ноября 1923 по 3 августа 1924 года и с 21 ноября 1926 по 31 декабря 1927 года.

## Биография
Родился в семье офицера османской армии, вырос в Мосуле. Его фамилия происходит от названия местечка Аскар, расположенного недалеко от Киркука, в котором с XVI века жили его предки, перебравшиеся из Медины.
В 1901 году окончил военное училище в Багдаде, а в 1901 году, в звании второго лейтенанта, — военную академию в Стамбуле. В 1910—1912 гг. проходил повышение военной квалификации в Германии. Во время Первой Балканской войны был отозван и назначен командиром роты 11-го полка 2-го корпуса. После ранения а октябре 1912 года был переведен в генеральный штаб 10-го корпуса. Начальником корпуса на тот момент был Энвер-паша. После завершения Балканских войн работал инструктором в военной академии в Алеппо и сдал экзамены в академии Генерального штаба.

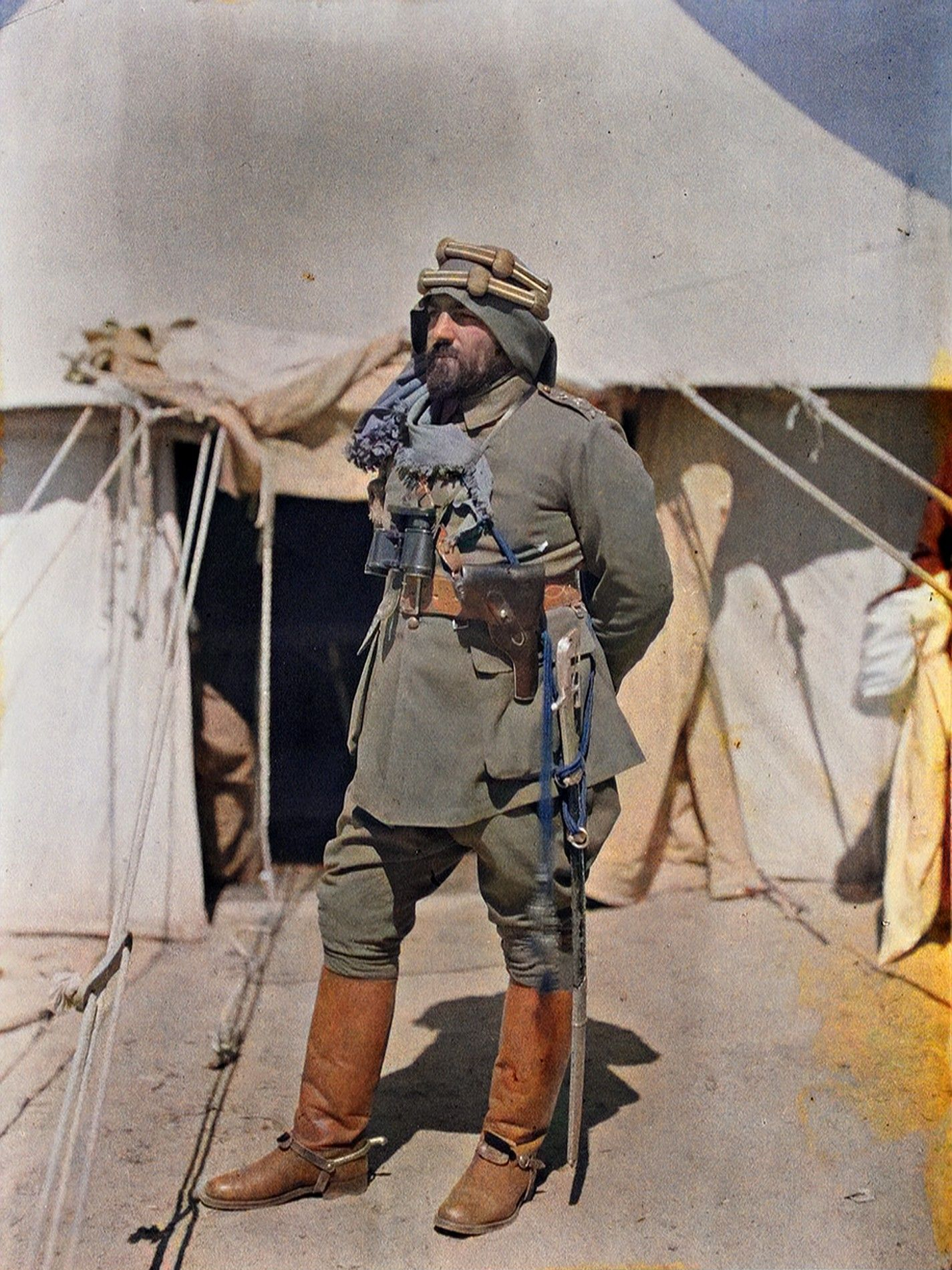
Джафар аль-Аскари - командующий регулярными войсками королевства Хиджаз. 2 марта 1918 г.

Во время Первой мировой войны служил офицером в османской армии, пока в сражении при Агагии (1916) не попал в плен к британским войскам. Ему удалось бежать из плена на восток империи, где он присоединился к Великому арабскому восстанию 1916 года, став после попавшего в немилость Азиза аль-Мисри командующим арабской армией. Принимал участие в утверждении эмира Фейсала на сирийском и иракском троне. В 1919 году Фейсал назначил Джафара Военным губернатором Алеппо. Он стал одним из первых членов нового иракского правительства под британским мандатом.
По окончании Первой мировой войны занимал пост генерального инспектора сирийской армии (1919—1920) и военного губернатора провинции Алеппо. В 1920 г. король Фейсал I включил его в состав первого иракского правительства, где он занял пост министра обороны. В 1923 и 1924 гг. занимал должность дипломатического посланника в Лондоне.
Два раза занимал пост премьер-министра, а также министра иностранных дел. На этом посту в 1923 г. занимался созывом Учредительного собрания и утверждением британо-иракского договора (1924). В правительстве Ясина аль-Хашими Джафар аль-Аскари занял пост министра обороны.
В октябре 1936 года офицеры во главе с генералом Бакр Сидки при поддержке лидера националистической организации «Аль-Ахани» Хикмета Сулаймана осуществили военный переворот. Во время переворота Джафар аль-Аскари был убит. В 25 км к северу от Багдада его автомобиль остановили шесть офицеров, которые произвели около 30 выстрелов.